# Rhinocricus furcianus
Rhinocricus furcianus är en mångfotingart som beskrevs av Chamberlin 1918. Rhinocricus furcianus ingår i släktet Rhinocricus och familjen Rhinocricidae. Inga underarter finns listade i Catalogue of Life.